# 제도르프 (우리주)
제도르프(독일어: Seedorf)는 스위스 우리주의 자치체이다. 2021년 1월 1일에 이전 바우엔 시정촌이 제도르프 시로 합병되었다.

## 역사
시정촌은 1254년에 Sedorf로 처음 언급되었다.

### 바우엔
바우엔은 1150년에 Bawen으로 처음 언급되었다.

## 지리
2004년 9월 조사 기준, 제도르프의 면적은 19.28k㎡이다. 이 면적 중 약 17.3%가 농업용으로, 42.5%가 산림으로 이용되고 있다. 나머지 토지 중 5.6%는 정착지(건물 또는 도로)이고 34.5%는 비생산적인 토지이다.
2004/09 조사에서 총 37ha 또는 전체 면적의 약 2.4%가 건물로 덮여 있었는데, 이는 1981/84 면적보다 15ha 증가한 것이다. 같은 기간 동안 시정촌의 레크리에이션 공간은 5ha 증가했으며, 현재 전체 면적의 약 0.65%이다.
농경지 중 2ha는 과수원과 포도원으로 사용되고 133ha는 들판과 초원이며 146ha는 고산 목초지로 구성되어 있다. 1981/84년 이래로 농경지가 24ha 감소했다. 같은 기간 동안 산림 면적은 16ha 증가했다.
강과 호수는 시정촌에서 31ha를 차지한다.

## 인구통계
2020년 12월 기준, 제도르프의 인구는 1,876명이다. 2017년 기준으로 인구의 6.4%가 거주하는 외국인이다. 지난 7년(2010-2017) 동안 인구는 3.56%의 비율로 변경되었다. 2017년 시정촌의 출생률은 10.6명이었고 사망률은 인구 천명당 9.4명이었다.
2017년 기준으로 아동·청소년(0~19세) 인구가 27.1%, 성인(20~64세)이 58.0%, 노인(64세 이상)이 14.9%를 차지한다. 2015년에는 781명의 독신 거주자, 885명의 기혼 또는 동거인, 65명의 과부 또는 홀아비, 76명의 이혼한 거주자가 있었다.
2017년 기준으로 제도르프에는 678개의 개인 가구가 있으며 평균 가구 수는 2.64명이다. 2015년 전체 건물의 약 58.7%가 단독주택으로, 이는 주 전체 비율(49.2%)보다 높고, 전국 비율(57.4%)과 거의 같다. 2000년 기준으로 377채의 거주 건물 중 54.9%가 단독주택이었고 32.4%가 다세대주택이었다.  또한, 건물의 약 7.7%가 1919년 이전에 지어졌고, 17.5%는 1991년부터 2000년 사이에 지어졌다. 2016년 인구 1000명당 신규 주택 건설 비율은 1.66이다. 2018년 시정촌 공실률은 1.8%였다.
역사적 인구는 다음 차트에 나와 있다.

## 국가중요문화재

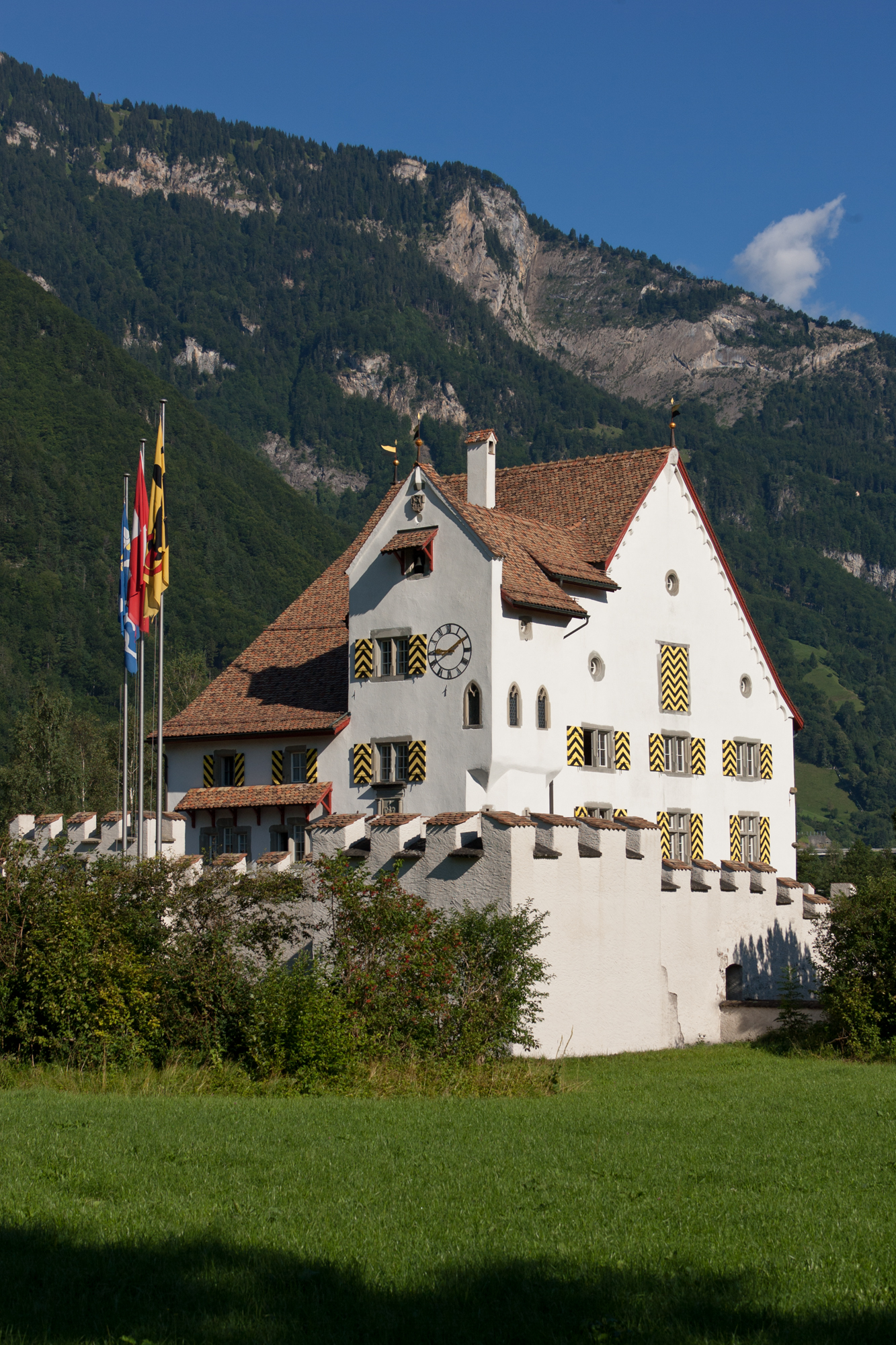
아프로성

베네딕토회 수녀원인 성 나사로와 아프로성은 국가적으로 중요한 스위스 유산으로 지정되어 있다.

## 경제
제도르프는 2000년 인구 조사에서 반 관광 중심 자치제로 분류되었으며, 2012년에는 중간 밀도 산업 중심 도시 주변 자치제로 분류되었다. 지자체는 알트도르프(UR) 광역권의 일부이다.
2016년 기준으로 시정촌에 고용된 사람은 총 631명이다. 이 중 총 28명이 1차 경제 부문의 13개 기업에서 일했다. 2차 부문은 28개의 개별 사업에서 304명의 근로자를 고용했다. 마지막으로, 3차 부문은 67개 기업에서 299개의 일자리를 제공했다.
2017년에는 전체 인구의 1.7%가 사회 지원을 받았다. 2011년 지자체의 실업률은 0.5%였다.
2015년에 CHF 80,000를 버는 두 자녀를 둔 부부의 시 평균 세율은 5.1%인 반면, CHF 150,000를 버는 1인의 세율은 11%로 두 자녀 모두 평균보다 훨씬 낮다. 주는 CHF 80,000을 만드는 사람들의 평균 세율보다 약간 높으며, CHF 150,000를 만드는 사람들의 가장 낮은 세율 중 하나이다. 2013년에 납세자 1인당 시정촌 평균 소득은 CHF 72,799이고 1인당 평균 소득은 CHF 25,444로 주 평균 CHF 67,286보다는 크지만, 1인당 금액 CHF 27,772보다는 작다. 대조적으로, 국가 납세자 평균은 CHF 82,682이고, 1인당 평균은 CHF 35,825이다.

## 정치
2019년 스위스 연방 선거에서 가장 인기 있는 정당은 47.7%의 득표율로 CVP였다. 다음으로 가장 인기 있는 두 정당은 SVP (35.0%)와 SP (16.2%)였다. 이번 연방선거에서는 총 674표를 득표했고, 투표율은 51.5%였다. 2019년 선거는 2015년과 비교했을 때 득표율에 큰 변화가 있었다. CVP가 받은 득표율은 2015년 24.3%에서 2019년 47.7%로 급격히 증가했고, SP는 0.0%에서 16.2%로 증가한 반면, 받는 SVP가 46.9%에서 35.0%로 떨어졌다.

## 교통
A2 고속도로는 1970년에서 1980년 사이에 건설되었다. 이 고속도로는 제도르프에 출구가 있으며, 마을 북서쪽에 있는 제리스베르크 터널을 통과한다.